# オルテガル岬の海戦
オルテガル岬の海戦（オルテガルみさきのかいせん、Battle of Cape Ortegal、Bataille du cap Ortegal）は、トラファルガー戦役の最後の戦闘である。この戦闘は1805年11月4日、イギリス海軍の戦隊と、数週間前のトラファルガーの海戦で散り散りになった、フランス艦隊の残りの戦力により、スペイン北西部ガリシア地方のオルテガル岬沖で行われ、イギリス海軍のリチャード・ストラカン艦長が、ピエール・デュマノワール・ル・ペレイ少将指揮下のフランス戦隊を破って艦を拿捕した。
デユマノワールはトラファルガーで戦列の前衛を指揮しており、戦闘からかろうじて逃走したため、比較的小さな損害ですんだ。当初は艦隊の任務を遂行しようと考えて地中海に入ったが、強力なイギリス海軍に出くわすことを恐れ、考えを変えて北をめざし、スペインを避けてフランスの大西洋岸の港に入った。この航行の途中で、複数のイギリスのフリゲート艦と出会ってこれを退けたが、そのすぐ後に出会って追跡した、やはりイギリスのフリゲート艦から、ストラカン指揮下のイギリス戦隊の射程内に誘導された。このストラカンの戦隊は、別のフランス戦隊の探索のためにこの海域を巡回していた。ストラカンはすぐさま追跡を始め、一方デュマノワールは、自分たちが誘導され、戦力においてまさるこの戦隊から逃げ出した。ストラカンの戦隊は陣形を整えるまでに時間を要したが、戦隊のフリゲート艦を使い、自分の座乗艦である戦列艦が追いつくまでに、フランス戦隊をじらして逃げるのを遅らせることができた。
数時間に及ぶ激しい戦闘の後、ストラカンは相手の裏をかいて、戦列艦とフリゲート艦とで二重の陣形を敷いた。フランス戦隊はこれに圧倒され、降伏した。フランス戦隊の4隻の艦すべてが拿捕艦としてイギリスに連行され、イギリス海軍で就役した。ストラカンと乗員は国家から多大な褒賞を受けた、この戦闘が、トラファルガーでのホレーショ・ネルソンの勝利を締めくくるのに上出来の成果であると見なされたからだった。

## 前哨戦

### デュマノワールの逃走

ビスケー湾

トラファルガーの海戦で、仏西連合艦隊の先頭位置にいたデュマノワール提督指揮下の4隻の戦列艦は、戦闘を抜け出し、南の方向を目指した。デュマノワールは当初の目的は、ピエール・ヴィルヌーヴが最初に下した命令を遂行するため、トゥーロンに針路を定めていた。しかしこの海戦の翌日、デュマノワールは、トマス・ルイス少将指揮下の大規模なイギリス戦隊が、ジブラルタル海峡を巡回しているのを思い出し、考えを変えた。スペイン沖での嵐が徐々に強まっており、デュマノワールは北西に向かうよりも西方に針路を取ってサン・ヴィセンテ岬を通過し、その後東に折れてビスケー湾を横切り、ロシュフォールの港を目指した。トラファルガーでごくわずかな損害しか受けなかったため、デュマノワールの戦隊は依然として大規模戦隊の様相を呈していた。トラファルガーから逃走する時、デュマノワールの旗艦であるフォルミダブルは、12門の12ポンド砲を船尾甲板から投げ捨てて荷を軽くし、逃走を助けた。デュマノワールは10月29日にサンビセンテ岬を回ってイルダクスに向かい、11月2日にビスケー湾に入った。

### ベイカーのフランス艦隊目撃
ビスケー湾にはすでに多くのイギリス艦と戦隊がいて、フランス艦がいないどうかを見張っていた。ロシュフォール戦隊の指揮官ザカリ・アルマンは、1805年7月にこの港を出て、その時点ではアルマンの遠征として知られる大西洋の航海に出ており、イギリスの商船を襲った。この時イギリスの艦が1隻巡回に出ていた。この艦は36門艦フェニックスで、指揮官はトマス・ベイカーだった。ベイカーはシリー諸島の西を巡回するように命令を受けていたが、10月の終わりに、数人の中立国の商人から、アルマンの戦隊がビスケー湾にいるのが見えたと言う知らせを受け取っていた。ベイカーはすぐに駐留地から南へ向かい、11月2日にはフィニステレ岬の緯度まで到着した。この日はちょうどデュマノワールがビスケー湾に入った日だった。ベイカーは11時に北北西に軍艦が向かっているのが見え、すぐさま後を追った。恐らくこの艦は、ロシュフォール戦隊のものだろうとベイカーは予測したが、実はデュマノワールの艦で、正午に風下に進み、南へ逃げたフェニックスを追った。ベイカーは、ストラカンの戦隊がこの海域にいるのを知っていて、こういう行動を取ることで、フランス戦隊をリチャード・ストラカン指揮下のイギリス戦隊におびき寄せられるのではないかと期待したのである。

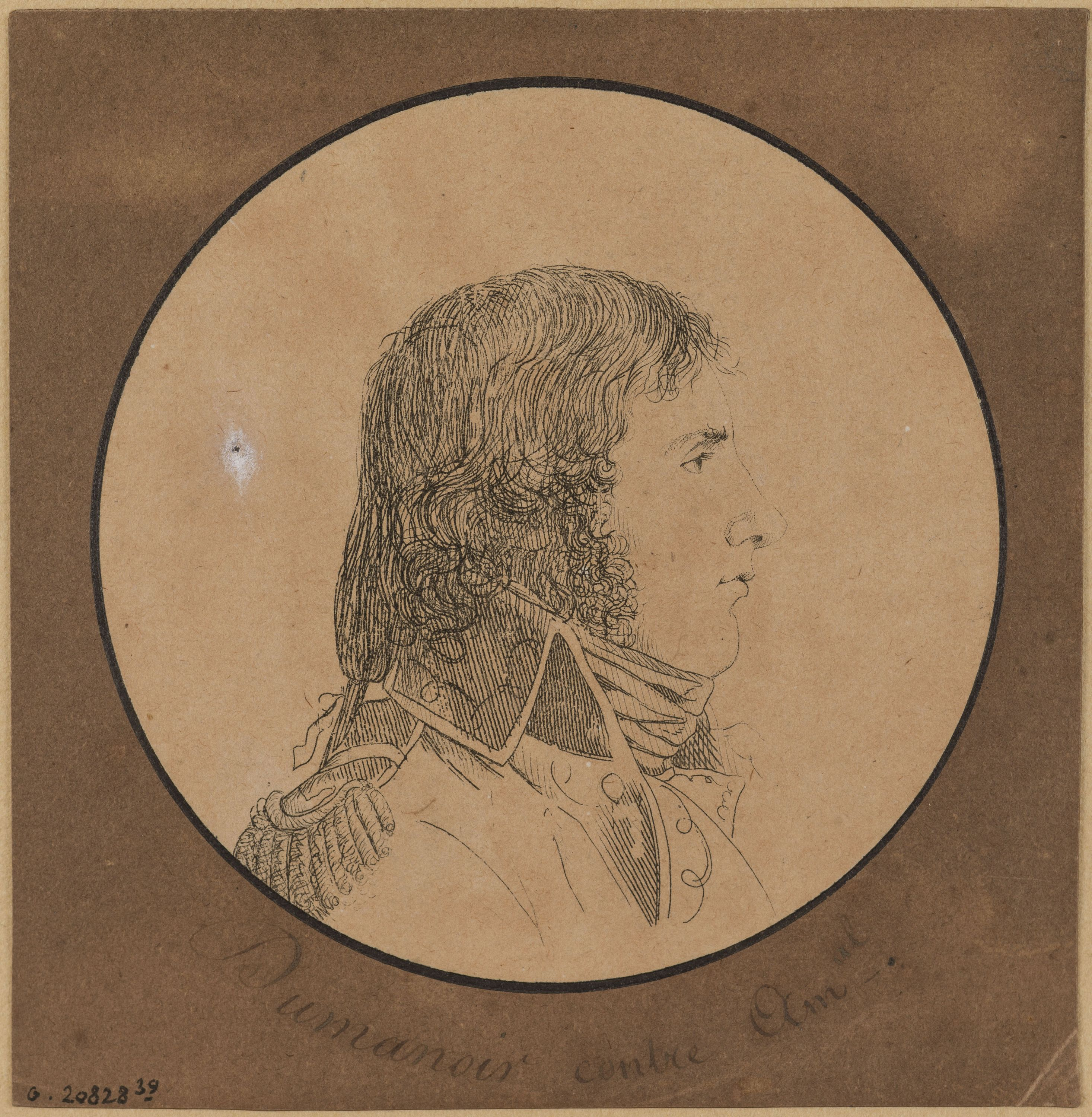
ピエール・デュマノワール・ル・ペレイ

フランス戦隊の追跡を受けていたベイカーは、午後3時に4隻の艦が南を目指しているのを発見した。一方、デュマノワールの戦隊もこの4隻に気付き、東へ向かった。ベイカーは追跡されなくなり、フランス戦隊を監視する態勢に入った。相手の戦力と配置を確認した後、ベイカーは南東への航行を再開して砲撃を行い、先に見た4隻、恐らくはイギリスのものと思われる戦隊に信号を送った。デュマノワールの戦隊は、すでにストラカンの戦隊に接近していて、ジョン・メイトランド艦長の38門艦ボーディシーと、36門艦のアダム・ドラムンド艦長指揮下のドライアドの2隻のフリゲート艦に追われていた。ボーディシーとドライアドは、夜の8時45分に、南の方向にフェニックスとこの4隻を見つけて、信号を送った。ベイカーは、自分とフランス戦隊との間に、新しく入ってきた艦に懐疑的だったため、彼らの方には向かわず、その代わりに南の方へと進んだ。今やボーディシーとドライアドには十分な兵員が乗艦しており、そしてフェニックスは4隻の戦列艦に接近していて、その付近には他に3隻の艦が見えているのが明らかだった。最終的にこれら4隻のイギリス艦は、最も風上にいた80門艦カエサルから2マイル（約3.2キロ）の距離にまで進んだが、彼らの掲げる信号にはカエサルから何の返答もなく、10時30分に退却し、その後英仏どちらの艦も見えなく目にしなくなる場所まで去って行って、戦闘にもそれ以上参加しなかった。

## ストラカンの追跡

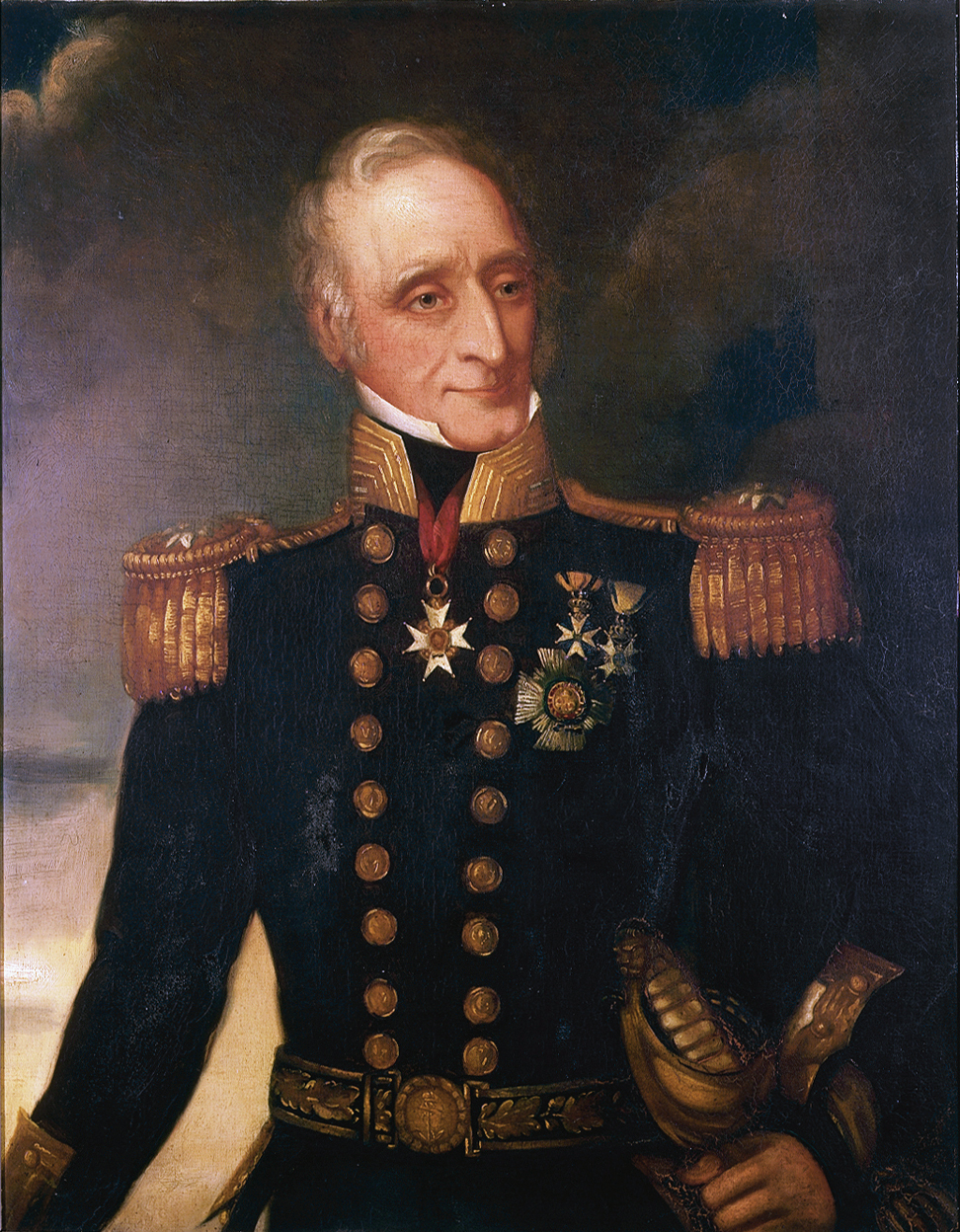
トマス・ベイカー

午後11時には、ベイカーはついに戦隊に追いつき、カエサルの（艦の名称がある）艦尾の下をくぐり、予想通り、ストラカンの戦隊であることを確認した。ベイカーはストラカンに、ロシュフォール戦隊の一部が風下にいることを告げ、ストラカンはすぐさま交戦することを決意した。しかしこの時点で、ストラカンの戦隊は散り散りな状態であり、フランス戦隊を阻止すべく出帆した後、残りの艦を召集するためにベイカーを派遣し、集めた艦に自分を援護させるように命令した。この時点でストラカンの戦隊を構成していたのは80門艦カエサル、74門艦ヒーロー、クラジュー、ナムール、ベローナ、そして36門フリゲート艦サンタマルガリータ、32門艦フリゲートのアイオロスだった。ストラカンはカエサル、ヒーロー、クラジュー、アイオロスだけで、その時点で北西へ前進しつつあったフランス戦隊を追跡したが、午前1時30分に悪天候で彼らを見失った。その後ストラカンは帆を絞って残りの艦を待ち、11月3日の夜明けにはサンタマルガリータが合流した。本格的な追跡がまた始まり、7時30分には南東36マイル（約58キロ）にオルテガル岬が見えた。午前9時にフランス戦隊が見え、11時には、イギリス戦隊の先頭の艦が、艦尾にナムールとフェニックスがいるのを認めた。この2隻と共に、別のフリゲート艦、ヘンリー・ホサム艦長の38門のレヴォリューショネアがいた。レヴォリューショネアは2隻とひょっこり出会ったのだった。追跡はその日中続き、夜に入って、速度でまさるサンタマルガリータとフェニックスがイギリス主力戦隊の先頭に着いた。ベローナは戦隊に加われず、戦闘には参加しなかった。

## 戦闘
海戦は11月4日5時45分に始まった。サンタマルガリータがフランス戦隊最後尾のシピオンの船尾に近づいて砲撃し、9時30分にはこれにフェニックスが参戦した。この時点でフランス戦隊は大雑把な戦列を組んで艦を進めており、フェニックスとサンタマルガリータが、シピオンの後部に速射砲を浴びせていた。ストラカンはカエサル、ヒーロー、クラジューと共にフランス艦隊から約6マイル（約9.7キロ）の距離にいて、そのそばにアイオロスがいた。ナムールとレヴォリューショネアもかろうじてこれらの艦の後ろにいた。イギリス戦隊はフランス戦隊を追跡し続け、一方でシピオンは、艦尾からのうるさい敵フリゲート艦と砲撃を交わしていた。11時45分、もはや交戦は避けられなくなったと見たデュマノワールは、フランス戦隊の艦に、前方右舷開きに戦列を作るよう命じ、ストラカンは同様に戦列を作らせて、風上からフランス戦隊右舷方向へ接近した。

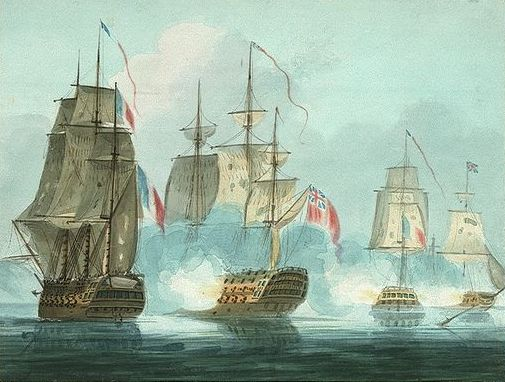
モンブランと交戦するカエサル

正午にはイギリスのフリゲート艦4隻すべてが戦闘に加わり、シピオンの左舷を相次いで攻撃し、一方でナムールは、最後尾のフランス艦の右舷に攻撃を加えていた戦列艦の交戦に参戦した。11時30分、デュマノワールはフランス戦隊の艦に、連続して上手回しにするように命令し、先導艦であるデュグエ・トルーアンに、援護のため中衛に参戦するようにさせた。デュグエ＝トルーアンは、12時15分まで信号に従おうとせず、フランスの戦列はイギリスの戦列に向きを変え、艦を横付けにして相手戦列を通過し始めた。デュマノワールはその朝8時にこの戦略を実行しようとしたが、実行可能になる前に取りやめていた 。両海軍の戦列は互いに相手をすり抜けた。デュマノワールはストラカンが、一方にフリゲート艦、もう一方に戦列艦を配置して、陣形を二重にしているのがわかった。イギリスの2本の戦列と、フランスの戦列とが対抗して上手回しを行ったため、かなりの損害を自艦に受けていたデュマノワールは、イギリスの戦列に入っておらず、孤立していたナムールに狙いを定めた。しかしデュマノワールの艦の損害は大きく、そのため速度は落ち、戦略を実行できない状態だった。ストラカンは自らの艦に上手回しにするよう命じ、フランスの戦列に横付けにして、ナムールを戦列に組み入れた。右舷のフリゲート艦と左舷の戦列艦から激しい砲撃が行われ、フランス艦は圧倒され、3時10分位はシピオンとフォルミダブルは旗を降ろさざるを得なくなった。もはやこれまでと思ったモンブランとデュグエ＝トルーアンは逃走を試みたが、ヒーローとカエサルに追いつかれ、打ちのめされて降伏に持ち込まれた。

## 戦闘後の英仏両国
ストラカンの勝利により、ネルソンによって火ぶたが切られたトラファルガー戦役はフランスの完敗に終わった。オルテガル岬で拿捕された4隻の艦と、連合艦隊のフランスの持ち船であった5隻ばかりの艦はカディスに封じ込められた。拿捕された4隻のフランス艦はイギリスに持ち込まれてイギリス海軍で就役し、フランス艦の乗員は捕虜収容所へとやられたフランス艦の1隻であるかつてのデュグエ＝トルーアンは、その後144年にわたり、インプレカブルとしてイギリス海軍で就役した。オルテガル岬で戦闘に加わったイギリス艦の乗員は、トラファルガーの勝利の大規模な褒賞の対象となった。リチャード・ストラカン艦長は青色少将に昇進し、一方で海尉は全員がコマンダーとなった 。さらにストラカンはバス勲章を授与され、艦長たちはゴールドメダルを受けた。
デュマノワールは敵軍ほどには恵まれなかった。彼とフランス人士官たちはティヴァートンに宿舎を与えられ、大いに自由を満喫できたが、夏場は午後8時、冬場は4時までにターンパイク門の中に戻らなければならなかった。一方で彼らは、トラファルガーでの指揮に関する記事が悪印象を与えているとして、タイムズに抗議の手紙を送った。デュマノワールは1809年に釈放されてフランスに戻り、そこで一つのみならず、二つもの査問会出席を要求された。ひとつはトラファルガー、もうひとつはオルテガル岬での敗戦の件だった。トラファルガーの方では、ヴィルヌーヴの指示に従わなかったこと、提督を助けるために十分なことをしなかった件、参戦するのでなく戦列を抜け出した件で告発された。さまざまな証拠が提示された審理の後で、デュマノワールは無罪となった。2つ目の査問会では、11月4日にはまだ編成が十分でなかったストラカンの戦隊と交戦せず、交戦もしないのにイギリス戦列に最後尾を攻撃させたこと、最後尾が圧倒されたことでストラカンと交戦したことで有罪となり、査問会はデュマノワールがあまりにも煮え切らないと結論付けた。1810年1月、評決は海軍大臣ドゥニ・ドゥクレに渡されたが、ドゥクレは軍法会議を開こうとはしなかった。ナポレオンはデュマノワールをやり玉に挙げることを望んだが、ドゥクレはデュマノワールをかばおうとし、ナポレオンの強い願望でついに軍法会議を召集したものの、この会議は非常に漠然としたもので、結局デュマノワールと存命の艦長たちは無罪放免された。

## 両戦隊の構成
| イギリス戦隊                   | イギリス戦隊 | イギリス戦隊 | イギリス戦隊 | イギリス戦隊               | イギリス戦隊 | イギリス戦隊 | イギリス戦隊 | イギリス戦隊 | イギリス戦隊 | イギリス戦隊 |
| 艦                             | 等級         | 門数         | 海軍         | 指揮官                     | 死傷者       | 死傷者       | 死傷者       | 注記         |              |              |
| 艦                             | 等級         | 門数         | 海軍         | 指揮官                     | 戦死         | 負傷         | 合計         | 注記         |              |              |
| ------------------------------ | ------------ | ------------ | ------------ | -------------------------- | ------------ | ------------ | ------------ | ------------ | ------------ | ------------ |
| カエサル                       | 3等艦        | 80           |              | リチャード・ストラカン     | 4            | 25           | 29           |              |              |              |
| ヒーロー                       | 3等艦        | 74           |              | アラン・ハイド・ガードナー | 10           | 51           | 61           |              |              |              |
| クラジュー                     | 3等艦        | 74           |              | リチャード・リー           | 1            | 13           | 14           |              |              |              |
| ナムール                       | 3等艦        | 74           |              | ローレンス・ホルステッド   | 4            | 8            | 12           |              |              |              |
| サンタマルガリータ             | 5等艦        | 36           |              | ウィルソン・ラスボーン     | 1            | 1            | 2            |              |              |              |
| アイオロス                     | 5等艦        | 32           |              | ウィリアム・フィッツロイ   | 0            | 3            | 3            |              |              |              |
| フェニックス                   | 5等艦        | 36           |              | トマス・ベイカー           | 2            | 4            | 6            |              |              |              |
| レヴォリューショネア           | 5等艦        | 38           |              | ヘンリー・ホサム           | 2            | 6            | 8            |              |              |              |
| 死傷者: 戦死24、負傷111、計135 |              |              |              |                            |              |              |              |              |              |              |

| フランス戦隊         | フランス戦隊 | フランス戦隊 | フランス戦隊 | フランス戦隊                               | フランス戦隊 | フランス戦隊 | フランス戦隊 | フランス戦隊                                   | フランス戦隊 | フランス戦隊 |
| 艦                   | 等級         | 門数         | 海軍         | 指揮官                                     | 死傷者       | 死傷者       | 死傷者       | 注記                                           |              |              |
| 艦                   | 等級         | 門数         | 海軍         | 指揮官                                     | 戦死         | 負傷         | 計           | 注記                                           |              |              |
| -------------------- | ------------ | ------------ | ------------ | ------------------------------------------ | ------------ | ------------ | ------------ | ---------------------------------------------- | ------------ | ------------ |
| フォルミダブル       | 3等艦        | 80           |              | ピエール・デュマノワール・ル・ペレイ       | -            | -            | 200          | 拿捕後ブレイヴとしてイギリス海軍で就役         |              |              |
| シピオン             | 3等艦        | 74           |              | シャルル・ベランジェ                       | -            | -            | 200          | 拿捕後シピオンとしてイギリス海軍で就役         |              |              |
| デュグエ・トルーアン | 3等艦        | 74           |              | クロード・トゥフェ （戦死）                | -            | -            | 150          | 拿捕後、インプラカブルとしてイギリス海軍で就役 |              |              |
| モンブラン           | 3等艦        | 74           |              | ギョーム＝ジャン＝ノエル・ド・ラヴィエグリ | -            | -            | 180          | 拿捕後、イギリス海軍でモントブランクとして就役 |              |              |
| 死傷者: 死傷730      |              |              |              |                                            |              |              |              |                                                |              |              |
| [ 19 ] [ 20 ]        |              |              |              |                                            |              |              |              |                                                |              |              |